# Jan Östergren
Jan Östergren, född 1940, död 1999, poet och översättare från Lund som debuterade 1973 med diktsamlingen Intervaller och repriser. Han kom att bli särskilt uppmärksammad för sin samling Månskugga: legender ljusa och mörka från 1997.
Tillsammans med Göran Printz-Påhlson översatte han en rad engelskspråkiga poeter, liksom Inger Christensen m.fl. från danska. Under sina sista år i livet tolkade han moderna iranska poeter till svenska i samarbete med Sohrab Mazandarani; han hade även 1991 introducerat den klassiske persiske poeten Hafez på svenska via engelska och tyska tolkningar.

## Böcker
- Intervaller & repriser (Cavefors, 1973)
- Boeing 707 och andra dikter (Cavefors, 1974)
- Regnmakare (Cavefors, 1975)
- Indiansommar (Cavefors, 1976)
- Svavel mot ditt hjärtas plån (Cavefors, 1977)
- Travers mellan ordprakt och förfall ... (Cavefors, 1981)
- Exil: dikter (Författarförlaget, 1983)
- Livslinjer. Dödsriken: dikter 1985-88 (Symposion, 1988)
- I skuggan av moll (Treklang): dikter (Symposion, 1989)
- Dialog mellan nymf och satyr (Kalejdoskop, 1989)
- Även denna dag: dikter (Symposion, 1993)
- Månskugga: legender ljusa och mörka ...: dikter (Symposion, 1997)
- Om solen finns kvar ...: dikter (i urval och med förord av Anders Cullhed, illustrationer: Richard Årlin, Symposion, 1999)

## Översättningar
- Jerome Rothenberg: Dikter kring ett spel om tystnaden (Poems for the game of silence) (Cavefors, 1976)
- Pierre Cabanne: Dialog med Duchamp (Entretiens avec Marcel Duchamp) (Cavefors, 1977)
- John Matthias: Bathory & Lermontov (översatt tillsammans med Göran Printz-Påhlson, Kalejdoskop, 1980)
- Ole Sarvig: Dikter från en diktkrets (Rabén & Sjögren, 1983)
- Hans Reusch: Havsband (Kalejdoskop, 1985)
- Hugh MacDiarmid: En drucken man beskådar tisteln ... och andra dikter (FIB:s lyrikklubb, 1984)
- Inger Christensen: Alfabet & Brev i april (tolkade av Jan Östergren resp. Urban Andersson, Fripress, 1986)
- Färdväg: 30 engelskspråkiga poeter (i urval och översättning av Göran Printz-Påhlson och Jan Östergren, FIB:s lyrikklubb, 1990)
- Hafez: Kärleksdikter (Symposion, 1991)
- Inger Christensen: Ljus, gräs: dikter (Symposion, 1993)
- Bardernas Irland (tolkning och introduktion, Symposion, 1993)
- Nya dikter från gamla Persien. 1 (i tolkning av Jan Östergren, Sohrab Mazandarani, Studiecirkel Dikthäftet, 1995)
- Sohrab Mazandarani: Jordsorden (Roya, 1995)
- Mohammed Hezareh Nia: Intervall: dikter (översatta tillsammans med författaren, Roya, 1995)
- Yadollah Royaii: Vägens längd - min hemtrakts offer: dikter (översatta tillsammans med Sohrab Mazandarani, Baran, 1997)
- Shahrouz Rashid: Cirklar och aldrig (Dayereha va Hargez) (översatt tillsammans med Sohrab Mazandarani, Roya & VLJ, 1997)
- Yadollah Royaii: Brons flykt genom sin sömns kurva: Sohrab Mazandaranis hyllning till Yadollah Royaii (översatt tillsammans med Sohrab Mazandarani, VLJ & Roya, 1998)
- Sohrab Mazandarani: Till min bästa vän och andra dikter (Roya & VLJ i samarbete med ABF Lundabygden, 1998)
- Du med ögon som natt under hårsvall av moln!: sju franska maudit-poeter och fem iranska dylika poeter (översatt tillsammans med Sohrab Mazandarani, Roya, 1998)
- Bizhan Djalali: Människans spår (översatt tillsammans med Sohrab Mazandarani, Verkstaden för litterär journalistik, 1998)
- Yadollah Royaii: Torkan upptäcker jorden: dikter (översatt tillsammans med Sohrab Mazandarani, Roya, 1999)
- Yadollah Royaii: Sömnrapport: dikter (översatt tillsammans med Karin Lentz, Roya/VLJ, 1999)
- Westöstlicher Divan: antologi. 2 (översatt tillsammans med Karin Lentz, Roya/VLJ, 2000)